# Place de la Croix-Rousse
La place de la Croix-Rousse est une place située dans le 4e arrondissement de Lyon, en France dans le quartier de La Croix-Rousse. Elle est constituée de deux parties, l'une au nord, de forme triangulaire, l'autre au sud, en forme de trapèze.

## Histoire
- En 1903, au no 8, la crèche spirite est fondée. Elle fonctionne jusqu'en 1924-1926[2], avant d'être transformée en orphelinat, rue Calas.
- Le  24 avril 1937, le petit Paul Gignoux est attaqué à proximité par d'autres enfants[3] ; il meurt quelques heures plus tard de ses blessures.

## Monuments
- La Statue de Joseph Marie Jacquard, en bronze réalisée par Denis Foyatier est inaugurée en 1901. Elle est fondue sous le régime de Vichy, dans le cadre de la mobilisation des métaux non ferreux. Une statue de remplacement en pierre, légèrement différente, réalisée par Élie Ottavry est installée en 1947[4].

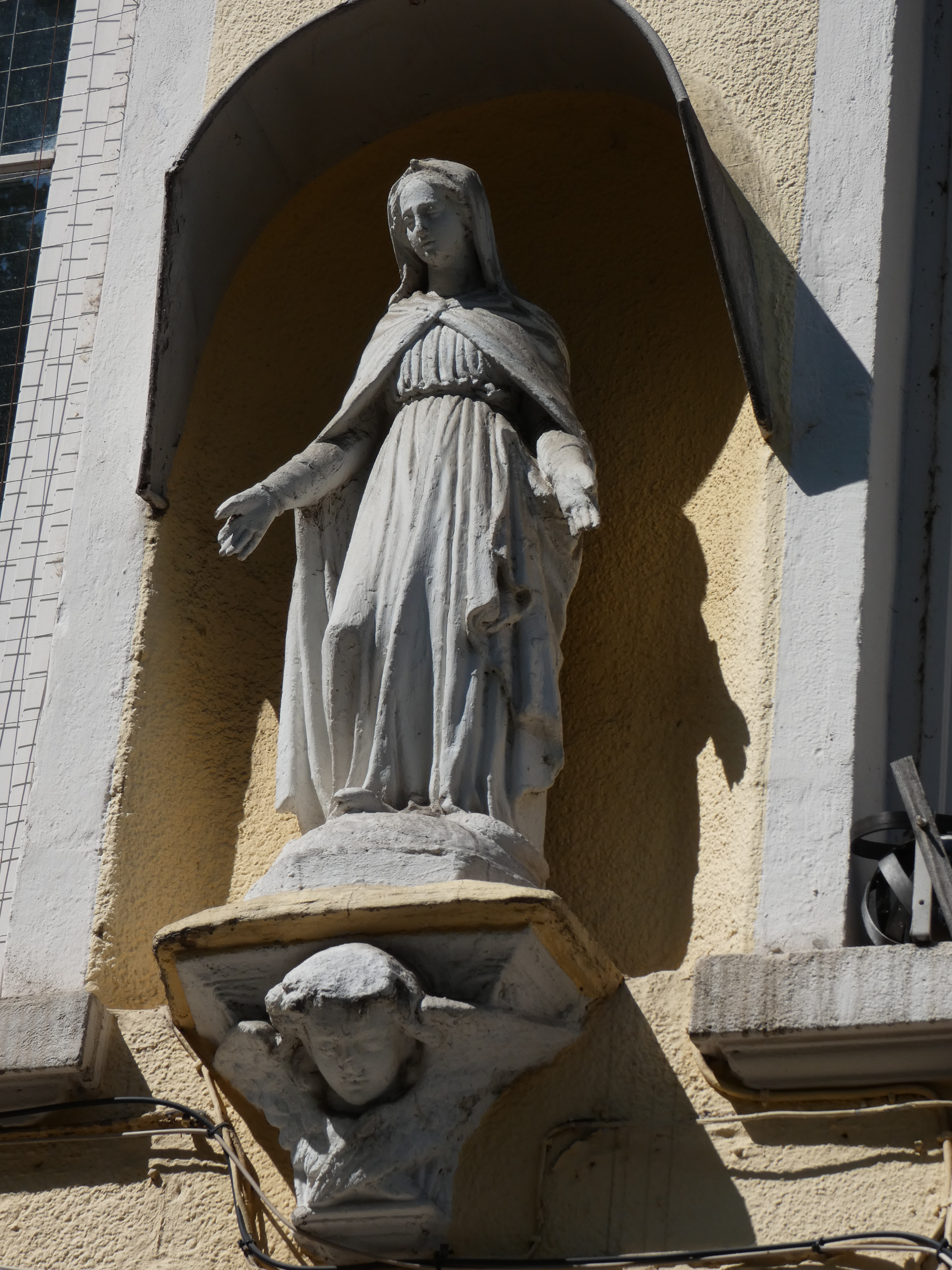
Vierge Immaculée
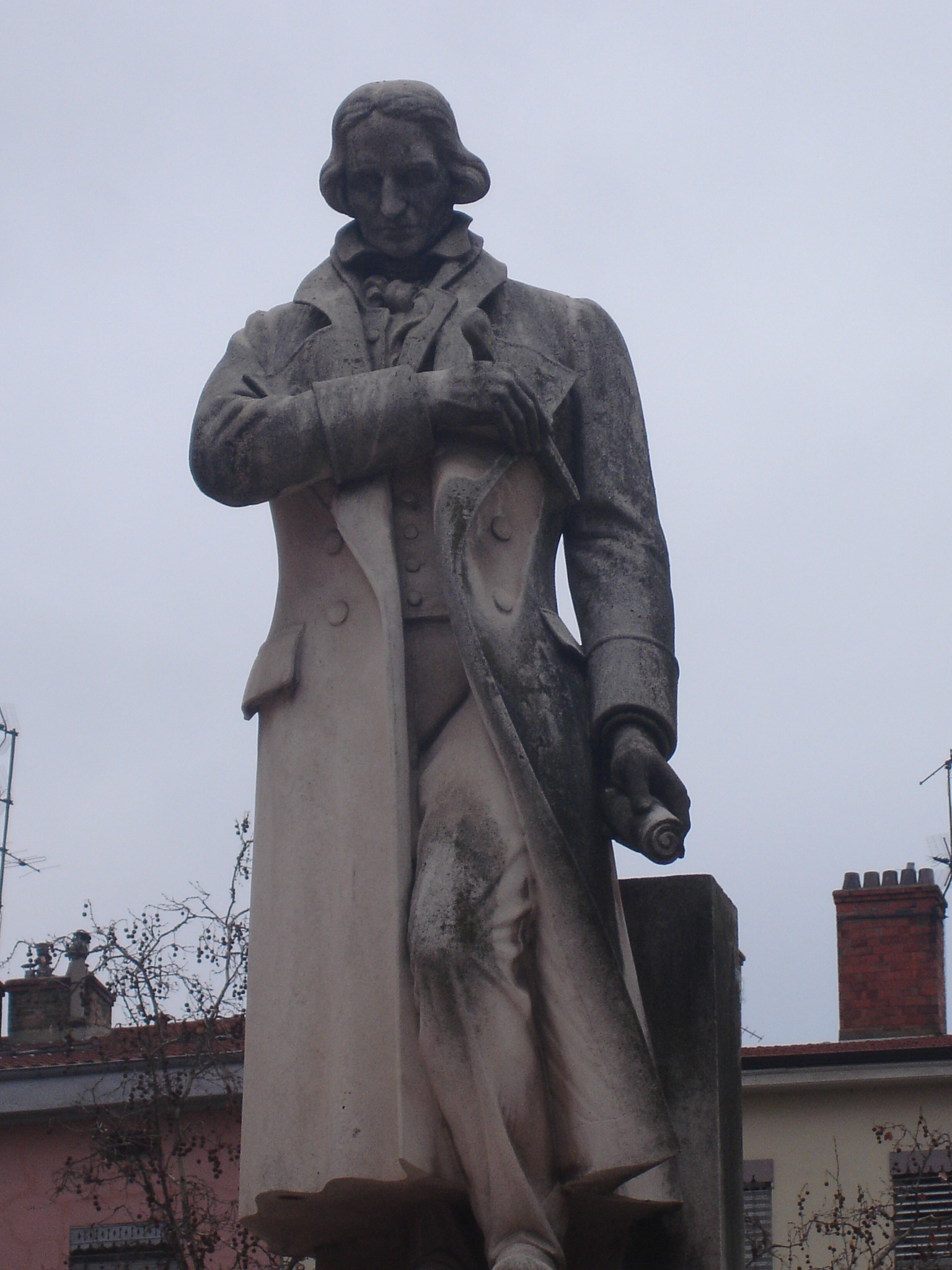
Statue de Jacquard
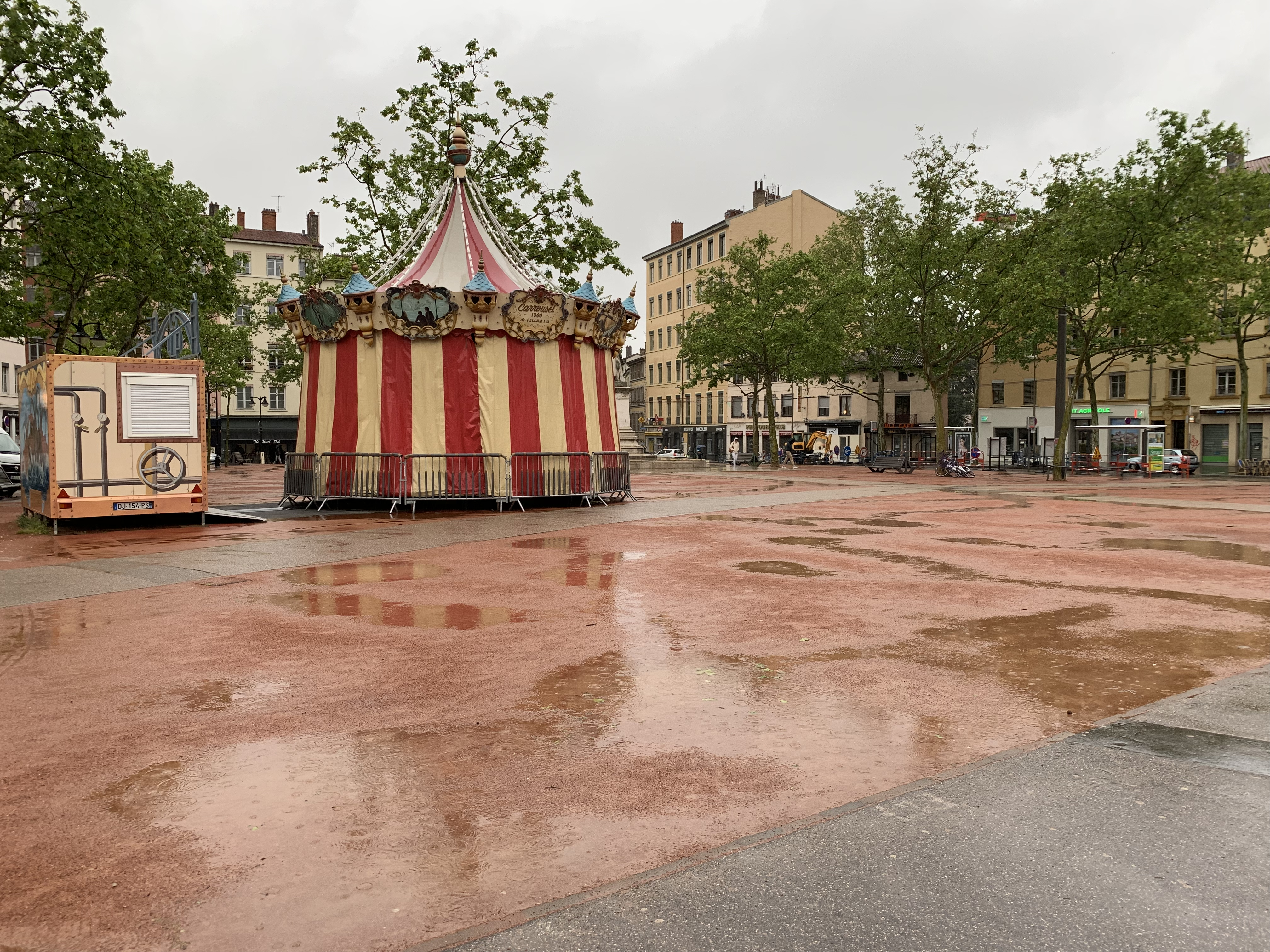
Carrousel place de la Croix Rousse
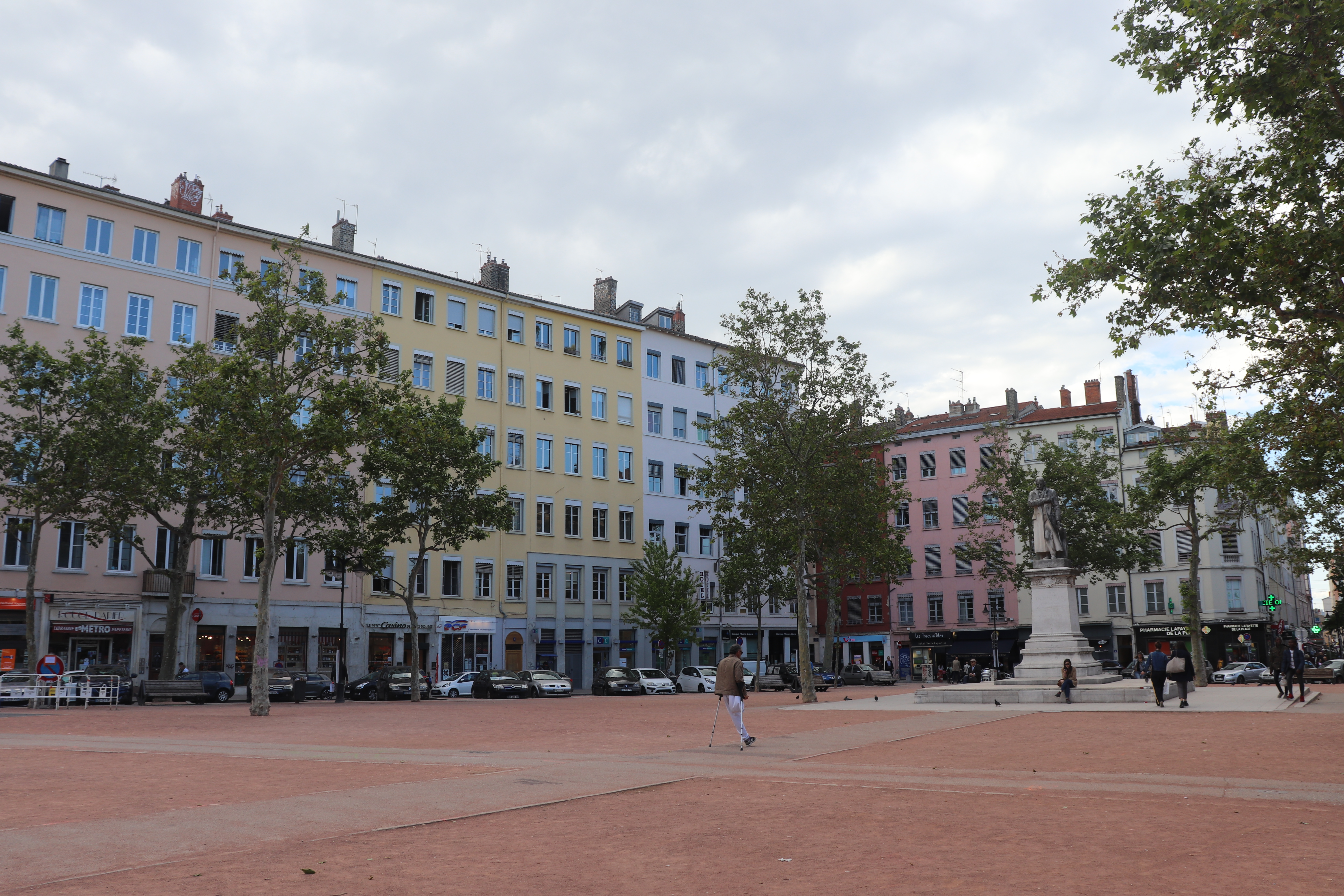
Vue générale de la place